# Расухерина
Расухерина (малаг. Rasoherina, до царствования Рабудузанакандриана, Rabodozanakandriana, также Рабуду, Rabodo, 29 сентября 1814 — 1 апреля 1868, Антананариву, Мадагаскар) — королева Мадагаскара с 1863 по 1868 годы.

## История
Расухерина взошла на трон королевства Имерина после убийства её мужа Радамы II. Рабуду была дочерью принца Андрианцаламанандриана (Andriantsalamanandriana) и принцессы Рафарамандзака (Rafaramanjaka, Рамирахавави, Ramirahavavy), а также племянницей королевы Ранавалуны I. Рабуду была замужем за сыном королевы Ранавалуны I Ракуту, который после смерти своей матери в 1861 году стал королём Радама II. После убийства её мужа Радамы II в 1863 году Рабодо стала королевой Имерины после совета князей Имерины, который выставил ей определенные условия наследования королевского трона. Эти условия включали в себя в частности свободу вероисповедания. 13 мая 1863 года Рабуду взошла на королевский трон, взяв себе имя Расухерина.
Расухерина вышла замуж за премьер-министра Райнивунинахитриниуни через несколько недель после её коронации. Однако уже в следующем году Расухерина вышла замуж за его сводного брата Райнилайаривуни, который сверг Райнивунинахитриниуни, заняв пост премьер-министра и главнокомандующего одновременно.
Во время правления королевы Расухерины были направлены послы Имерины в Лондон и Париж. Была запрещена торговля на рынках по воскресеньям. 30 июня 1865 года Расухерина подписала договор с Великобританией, который разрешал гражданам Англии арендовать землю, приобретать имущество. Во Франции Расухерина подписала мирный договор с Францией. Перед смертью Расухерина вступила в Католическую церковь.
Расухерину сменила Рамаку, другая жена короля Радамы II, которая приняла имя Ранавалуна II.

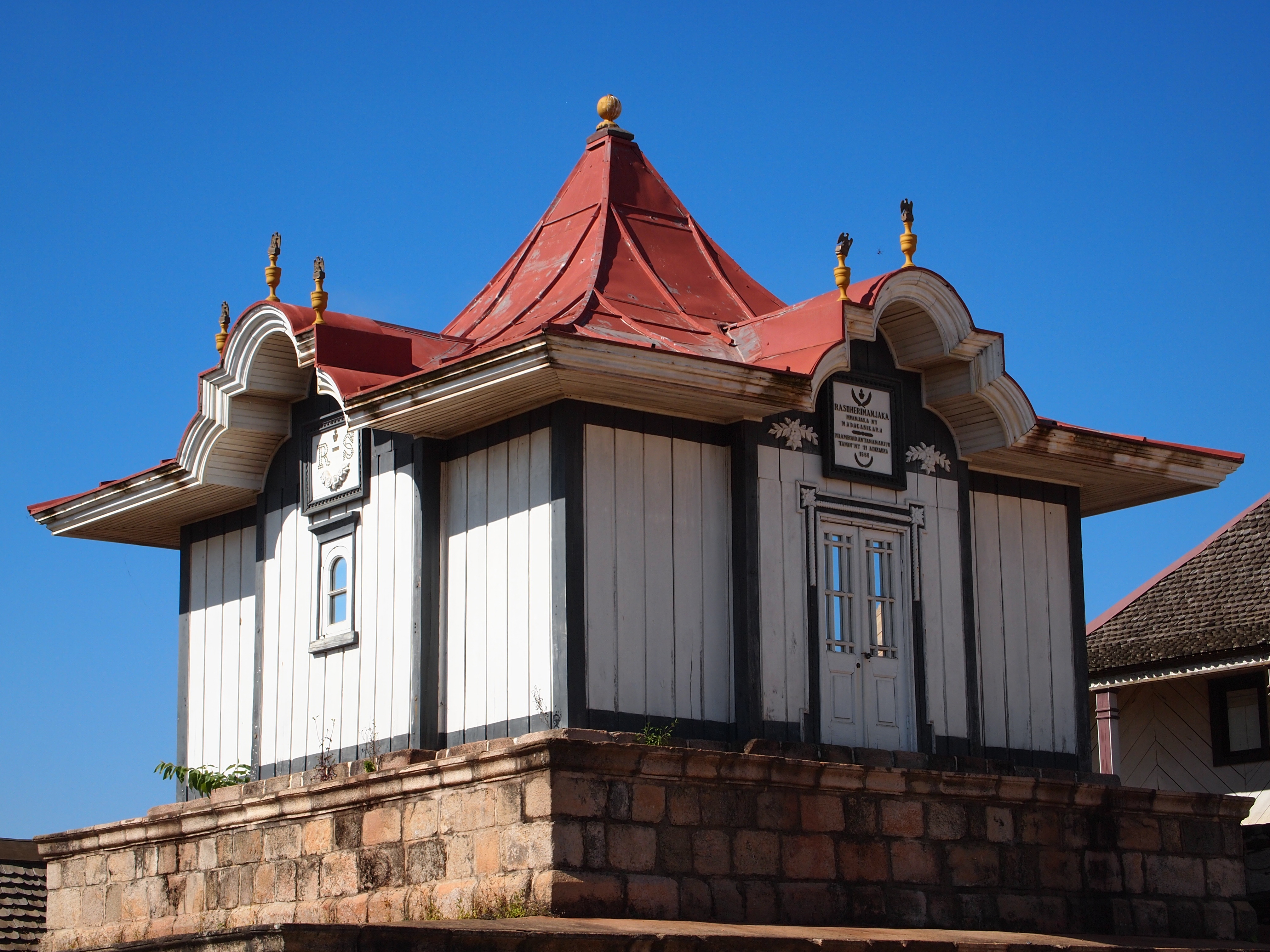
Гробница королевы Расухерины рядом с Историческим музеем (Рува) в Антананариву